# Walter Stewart (VI grande intendente di Scozia)
Walter Stewart (1296 circa – 9 aprile 1327) fu il sesto Grande intendente di Scozia e reggente di Scozia oltre che il padre di Roberto II di Scozia.

## Biografia
Era figlio di James Stewart, quinto High Stewart di Scozia, e della sua prima moglie Cecilia Dunbar, figlia di Patrick III, conte di Dunbar, alla sua morte James si risposò con Egidia de Burgh, figlia di Walter de Burgh, I conte dell'Ulster (1230 circa-28 luglio 1271).
Walter, all'età di 19 anni, partecipò alla battaglia di Bannockburn del 1314 e fu posto al comando, insieme a James Douglas, dell'ala sinistra dell'esercito. Secondo altre versioni Walter sarebbe stato solo il comandante nominale di una delle quattro formazioni di Schiltron, ma data la sua inesperienza e giovinezza il comando effettivo sarebbe stato tutto nelle mani di James. Tale versione tuttavia non è universalmente accettata, così come non lo è il fatto che vi fossero solo quattro Schiltron.
La vittoria scozzese a Bannockburn portò alla liberazione della regina Elizabeth de Burgh e di sua figlia dalla lunga prigionia inglese e Walter, da cinque anni Grande intendente di Scozia, fu mandato a prenderle al confine con il compito di scortarle a corte.
Durante il periodo di assenza che Roberto I di Scozia passò in Irlanda Walter e James si occuparono degli affari di governo e passarono molto tempo a difendere la regione degli Scottish Borders.
Quando nel 1318 gli scozzesi presero la città di Berwick-upon-Tweed Walter ne ricevette il comando e il 24 luglio 1319 Edoardo II d'Inghilterra la pose sotto assedio. Parecchie delle armi d'assedio vennero distrutte dalla guarnigione scozzese che ebbero la meglio irrompendo dentro la città e scacciando gli inglesi.
Nel 1322 Walter insieme a Thomas Randolph tesero un agguato a Edoardo presso l'abbazia di Byland, nello Yorkshire, il re riuscì a stento a scappare inseguito dagli scozzesi.
Il resto degli anni di Walter passò in tranquillità ed egli morì il 9 aprile 1327.
Nel 1315 egli si era sposato con Marjorie Bruce e dal matrimonio egli aveva ottenuto la Signoria di Largs e la tenuta di Rutherglen, la baronia di Bathgate e altre terre. La giovane morì il 2 marzo 1316 poco dopo avere partorito il loro unico figlio:
- Robert Stewart, che un giorno sarebbe salito al trono

Marjorie morì di parto, che era avvenuto prematuramente a causa di una caduta da cavallo.
Walter quindi si risposò con Isabel de Graham da cui ebbe:
- John Stewart di Ralston
- Andrew Stewart
- Egidia Stewart